# Trichoblemma badia
Trichoblemma badia är en fjärilsart som beskrevs av Swinhoe 1903. Trichoblemma badia ingår i släktet Trichoblemma och familjen nattflyn. Inga underarter finns listade i Catalogue of Life.